# Spelaeornis caudatus
La ratina golirrufa (Spelaeornis caudatus) es una especie de ave paseriforme de la familia Timaliidae endémica del Himalaya oriental.

## Distribución y hábitat
Se encuentra únicamente en el Himalaya oriental, distribuido por Nepal, Bután y el noreste de la India. Su hábitat natural son los bosques de montaña de hoja ancha subtropicales. Está amenazada por la pérdida de hábitat.